# John Arthur Love

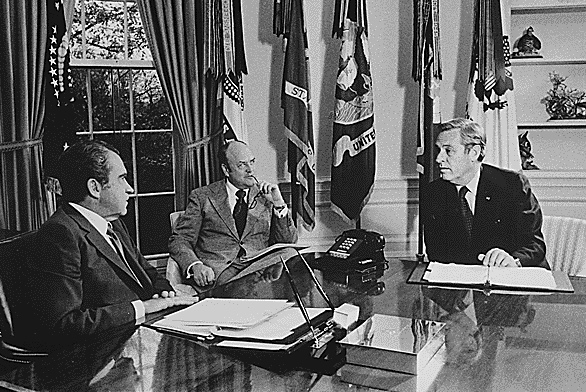
John Arthur Love (rechts) mit Präsident Richard Nixon (links) und Verteidigungsminister Melvin R. Laird im Oval Office (1973)

John Arthur Love (* 29. November 1916 in Gibson City, Illinois; † 21. Januar 2001 in Denver, Colorado) war ein US-amerikanischer Politiker (Republikanische Partei) und von 1963 bis 1973 der 35. Gouverneur des Bundesstaates Colorado.

## Leben

### Frühe Jahre und Aufstieg
Noch als Kind kam John Love mit seinen Eltern nach Colorado. Dort besuchte er die örtlichen Schulen und dann bis 1938 die University of Denver, an deren Law School er anschließend Jura studierte. Im Jahr 1941 machte er sein juristisches Examen. Seine Karriere auf diesem Gebiet wurde aber vom Eintritt der Vereinigten Staaten in den Zweiten Weltkrieg unterbrochen. Love wurde Mitglied einer Fliegerstaffel der US-Marine. Nach dem Krieg eröffnete er in Colorado Springs eine Anwaltskanzlei.

### Gouverneur von Colorado
Love war Mitglied der Republikanischen Partei. Bis 1962 hat er sich aber nicht politisch betätigt. In diesem Jahr bewarb er sich um die Nominierung seiner Partei für die anstehenden Gouverneurswahlen. Nachdem er die Wahlen für sich entscheiden konnte, trat Love sein neues Amt am 8. Januar 1963 an. In den Jahren 1966 und 1970 wurde er jeweils bestätigt. Diese Jahre waren in Colorado von einem regionalen Gegensatz zwischen den aufstrebenden Industriezentren, vor allem im Osten des Staates, und dem von der Landwirtschaft und dem Bergbau geprägten Westen belastet. Der Gouverneur versuchte erfolgreich diese Gegensätze zu überbrücken. Sein Ziel war es, mehr Firmen zu Investitionen in Colorado zu bewegen und dadurch mehr Arbeitsplätze zu schaffen. In seiner Amtszeit erlebte der Tourismus und der Wintersport in seinem Staat einen gewaltigen Aufschwung. Der Gouverneur setzte sich auch für den Umweltschutz ein. Außerdem förderte er das Bildungswesen. Er war ein Befürworter der Abtreibung und brachte ein entsprechendes Gesetz auf den Weg. Auch der Besitz von kleineren Mengen von Marihuana wurde als kleineres Vergehen eingestuft.
In dem Jahrzehnt seiner Amtszeit, das von den Ereignissen des Vietnamkrieges und der Bürgerrechtsbewegung überschattet wurde, verfolgte Gouverneur Love einen ausgleichenden und moderaten politischen Kurs. John Love war auch Mitglied einiger Gouverneursvereinigungen. Am 16. Juli 1973 trat er vom Amt des Gouverneurs zurück, um den Posten des Leiters der neuen Energiebehörde (office of Energy Policy) in der Regierung von Präsident Richard Nixon zu übernehmen.

### Weiteres Leben
Love blieb nur fünf Monate in seinem neuen Amt. Die politischen Streitereien in Washington und der aufkommende Watergate-Skandal waren ihm zuwider. Er zog sich aus der Politik zurück und wurde Mitglied einiger Aufsichtsräte und Vorstand einer großen Anwaltskanzlei. Außerdem hielt er an der University of Northern Colorado Vorträge zum Thema Geschichte.
Mit seiner Frau Ann Daniels hatte er drei Kinder.